# 복음의 메아리 (FEBC)
《복음의 메아리》는 오전 4시부터 5시까지 방송하는 FEBC FM의 라디오 프로그램이다.

## 출연자
- 임지현